# Юный Ленинец
Ю́ный Ле́нинец — посёлок в Новосибирском районе Новосибирской области России. Входит в состав Мичуринского сельсовета.

## География
Площадь посёлка — 142 гектара.

## Население
| 2002 | 2007 | 2010  |
| ---- | ---- | ----- |
| 669  | ↗915 | ↗1359 |

## Улицы
| - ул. Береговая, - ул. Весенняя, - ул. Гагарина, - ул. Зелёная, | - ул. Ишимская, - ул. Набережная, - пер. Тепличный, - ул. Юбилейная. |

## Инфраструктура
В посёлке по данным на 2007 год отсутствует социальная инфраструктура.